# 太空运输
《太空运输》（Cargo），是2009年瑞士科幻电影，是Ivan Engler导演的第一部正式作品。

## 剧情简介
2267年，地球生态因为严重的生态崩溃而变得无法生存，人类只能生活在拥挤、围绕地球旋转的的30号空间站上。
年轻的女医生劳拉·波特曼就是其中一个。她的姐姐在7年前赢得了前往土卫五殖民地（Rhea）的签证。为了见到她的姐姐和孩子们，她需要一大笔钱才能前往土卫五。因此，她和Kuiper Enterprises签下合约，在一艘老旧的太空货船Kassandra号上当医生，前往正要扩建为交通枢纽的42号太空站，历时8年。船员包括拉克鲁瓦船长、第一飞行官林登堡、电脑系统管理员吉田美雪、工程师维斯普契和博科夫。由于当时受到恐怖组织“Maschinenstürmer”的威胁，船上又多了一名警官：塞缪·德克尔中尉。
货船飞行了3年零8个月，由劳拉进行历时8个半月的货船巡逻。她值班的时候，总是听到从货舱里传来的噪音。于是她唤醒了她的同事，希望能搜索货舱，找到噪音的源头。在搜索的时候，船长在不明情况中从货舱里坠下死亡。当劳拉和塞缪检查船长的智能义眼的影响时，他们发现船长是在一个标示着“生化危险”的舱房前坠落，而不是想象中在运载建筑材料的舱房。当他们检视那个舱房时，他们发现了一个正在深度睡眠中的小女孩。
在检视小女孩健康状况的时候，两人发现有一个连接至虚拟现实的连接器被嵌入了女孩的颈椎里，并在不知不觉中擦出了爱的火花。之后，劳拉将她的发现透过视像录影告诉给她的姐姐，却出奇地在20分钟后得到回复，尽管原本需要几年的时间才能将信息从货船传递到土卫五。与此同时，林登堡以杀害船长为由逮捕了塞缪，塞缪告诉劳拉他们并不是飞往42号空间站，而是飞往土卫五。劳拉找到吉田，希望她能找到货船的目的地坐标，并证实了塞缪的话。之后，劳拉发现吉田死在了货船的下层。
吉田被杀死后，林登堡组织了几支队伍，务求找到凶手。正当在下层寻找时，劳拉遇上了Maschinenstürmer的主脑，却被一个黑衣人解救。劳拉认出了塞缪，还知道了塞缪是RBS卧底和地球已经重新适合人类居住的事实。林登堡再次逮捕了塞缪，并发现劳拉并不信任她。因此，她捆绑了劳拉，并向她告白，土卫五事实上是一个巨大的模拟世界，装置在一个围绕着行星运行的空间站上，和她计划在抵达前杀死劳拉和塞缪的阴谋。维斯普契和博科夫偷听到他们的对话，制服了林登堡。
之后，他们四个计划解救劳拉的姐姐，同时炸毁土卫五的通讯天线，使土卫五与世隔绝。货船到达土卫五，并按计划般推迟30分钟卸货，让劳拉和塞缪有足够时间救出劳拉的姐姐。维斯普契和博科夫决定留在土卫五，脱离残酷痛苦的现实生活。正当塞缪在天线上设置炸弹时，劳拉发现她的燃料电池出现了问题，使她不受控制地飘向土卫五。幸运的，劳拉被塞缪发现，却不得不接受她的姐姐无法脱离虚拟现实的事实。劳拉连接至虚拟世界，发现她的姐姐和她的孩子们快乐地生活着。她决定隐瞒事实，并进行了录影，揭露了土卫五的真相。回到现实世界，塞缪交换了劳拉的燃料电池，并告诉她必须一个人走，因为一个喷射包不能让他们两个都回到货船上。货船点火，准备返回地球。塞缪受到点火冲击波的影响，飘出了空间站的范围，劳拉只好伤心地回到货船上。
回到Kassandra号上，劳拉再次遇上了逃出深度睡眠舱的林登堡。林登堡尝试刺杀劳拉，却被劳拉逼到了一个气舱，并被真空吸出舱外。劳拉回到船内，照顾那个小女孩。在30号空间站上，劳拉的录像被播出。随着录像结束，电影也随之进入尾声。